# Lista de vereadores de Santo André da 7.ª legislatura
Esta é a lista de vereadores de Santo André da 7.ª Legislatura, período que compreende de 1973 até 1976.
| 6.ª legislatura | Lista de vereadores de Santo André da 7.ª legislatura | 8.ª legislatura |

## Mesa Diretora
A composição da mesa diretora da Câmara Municipal de Santo André durante os dois biênios da 7.ª Legislatura teve a seguinte formação:
| 1.º Biênio (1973-1974) | 1.º Biênio (1973-1974)       | 2.º Biênio (1975-1976) | 2.º Biênio (1975-1976)       |
| Presidência            | Presidência                  | Presidência            | Presidência                  |
| ---------------------- | ---------------------------- | ---------------------- | ---------------------------- |
| Presidente             | Antonio Maria (ARENA)        | Presidente             | Norberto Fernandes (ARENA)   |
| Vice-presidente        | Emílio Magalhães (ARENA)     | Vice-presidente        | Orlando Viganó (ARENA)       |
| Secretaria             |                              |                        |                              |
| 1.º Secretário         | Orlando Viganó (ARENA)       | 1.º Secretário         | Antonio Maria (ARENA)        |
| 2.º Secretário         | Manoel Ribeiro (ARENA)       | 2.º Secretário         | Serafim Vicente Neto (ARENA) |
| 3.º Secretário         | Manoel Venâncio Neto (ARENA) | 3.º Secretário         | Manoel Ribeiro (ARENA)       |

## Parlamentares
| Parlamentar | Parlamentar                  | Imagem | Partido | Partido                              | Votos | % | Notas                                                | Posição  |
| ----------- | ---------------------------- | ------ | ------- | ------------------------------------ | ----- | - | ---------------------------------------------------- | -------- |
| 1.º         | André Justo Mascotto         |        |         | Movimento Democrático Brasileiro MDB |       |   |                                                      | Oposição |
| 2.º         | Antenor Biolcatti            |        |         | Movimento Democrático Brasileiro MDB |       |   |                                                      | Oposição |
| 3.º         | Antonio Maria Filho          |        |         | Aliança Renovadora Nacional ARENA    |       |   |                                                      | Governo  |
| 4.º         | Antonio Sebastião da Silva   |        |         | Aliança Renovadora Nacional ARENA    |       |   |                                                      | Governo  |
| 5.º         | Bóris Artemtchouque          |        |         | Aliança Renovadora Nacional ARENA    |       |   | Substituído por Elias Carneiro durante a legislatura | Governo  |
| 6.ª         | Crorinda Sampaio             |        |         | Movimento Democrático Brasileiro MDB |       |   |                                                      | Oposição |
| 7.º         | Emílio Pires Magalhães       |        |         | Aliança Renovadora Nacional ARENA    |       |   |                                                      | Governo  |
| 8.º         | José Francisco de Araújo     |        |         | Movimento Democrático Brasileiro MDB |       |   |                                                      | Oposição |
| 9.º         | Juvenal Fontanella           |        |         | Movimento Democrático Brasileiro MDB |       |   |                                                      | Oposição |
| 10.º        | Manoel Ribeiro               |        |         | Aliança Renovadora Nacional ARENA    |       |   |                                                      | Governo  |
| 11.º        | Manoel Rodrigues de Oliveira |        |         | Movimento Democrático Brasileiro MDB |       |   |                                                      | Oposição |
| 12.º        | Manoel Venâncio Neto         |        |         | Aliança Renovadora Nacional ARENA    |       |   |                                                      | Governo  |
| 13.º        | Norberto Augusto Fernandes   |        |         | Aliança Renovadora Nacional ARENA    |       |   |                                                      | Governo  |
| 14.º        | Octávio de Oliveira          |        |         | Aliança Renovadora Nacional ARENA    |       |   |                                                      | Governo  |
| 15.º        | Orlando Viganó               |        |         | Aliança Renovadora Nacional ARENA    |       |   |                                                      | Governo  |
| 16.º        | Serafim Vicente Neto         |        |         | Aliança Renovadora Nacional ARENA    |       |   |                                                      | Governo  |
| 17.º        | Timóteo Moya Sanches         |        |         | Movimento Democrático Brasileiro MDB |       |   |                                                      | Oposição |
| 18.º        | Waldemar Soares              |        |         | Aliança Renovadora Nacional ARENA    |       |   |                                                      | Governo  |
| 19.º        | Wilson da Costa Brandão      |        |         | Aliança Renovadora Nacional ARENA    |       |   |                                                      | Governo  |

## Suplentes
| Parlamentar | Parlamentar    | Imagem | Partido | Partido                           | Votos | % | Notas | Titular             | Ref.  | Posição |
| ----------- | -------------- | ------ | ------- | --------------------------------- | ----- | - | ----- | ------------------- | ----- | ------- |
| -           | Elias Carneiro |        |         | Aliança Renovadora Nacional ARENA |       |   |       | Bóris Artemtchouque | [ 3 ] | Governo |

## Comissões
| Comissões Permanentes                    | 1973                               | 1973                               | 1973  |
| Comissões Permanentes                    | Presidente                         | Membros                            | Ref.  |
| ---------------------------------------- | ---------------------------------- | ---------------------------------- | ----- |
| Comissão de Justiça e Redação            | Serafim Vicente (ARENA)            | Octávio de Oliveira (ARENA)        | [ 4 ] |
| Comissão de Justiça e Redação            | Serafim Vicente (ARENA)            | Antenor Biolcatti (MDB)            | [ 4 ] |
| Comissão de Finanças e Orçamento         | Bóris Artemtchouque (ARENA)        |                                    | [ 4 ] |
| Comissão de Finanças e Orçamento         | Bóris Artemtchouque (ARENA)        | José de Araújo (MDB)               | [ 4 ] |
| Comissão de Obras e Serviços Públicos    | Waldemar Soares (ARENA)            | Norberto Fernandes (ARENA)         | [ 4 ] |
| Comissão de Obras e Serviços Públicos    | Waldemar Soares (ARENA)            | Juvenal Fortanella (MDB)           | [ 4 ] |
| Comissão de Higiene e Cultura            | Antonio Sebastião da Silva (ARENA) |                                    | [ 4 ] |
| Comissão de Higiene e Cultura            | Antonio Sebastião da Silva (ARENA) | Crolinda Sampaio (MDB)             | [ 4 ] |
| Comissões Permanentes                    | 1974                               | 1974                               | 1974  |
| Comissões Permanentes                    | Presidente                         | Membros                            | Ref.  |
| Comissão de Justiça e Redação            | Octávio de Oliveira (ARENA)        | Antonio Sebastião da Silva (ARENA) | [ 5 ] |
| Comissão de Justiça e Redação            | Octávio de Oliveira (ARENA)        | Timóteo Moya Sanches (MDB)         | [ 5 ] |
| Comissão de Finanças e Orçamento         | -                                  | Bóris Artemtchouque (ARENA)        | [ 5 ] |
| Comissão de Finanças e Orçamento         | -                                  | José de Araújo (MDB)               | [ 5 ] |
| Comissão de Obras e Serviços Públicos    | Waldemar Soares (ARENA)            | Norberto Fernandes (ARENA)         | [ 5 ] |
| Comissão de Obras e Serviços Públicos    | Waldemar Soares (ARENA)            | Juvenal Fortanella (MDB)           | [ 5 ] |
| Comissão de Higiene e Cultura            | Antonio Sebastião da Silva (ARENA) | Serafim Vicente (ARENA)            | [ 5 ] |
| Comissão de Higiene e Cultura            | Antonio Sebastião da Silva (ARENA) | Manoel Rodrigues de Oliveira (MDB) | [ 5 ] |
| Comissões Permanentes                    | 1975                               | 1975                               | 1975  |
| Comissões Permanentes                    | Presidente                         | Membros                            | Ref.  |
| Comissão de Justiça e Redação            | Serafim Vicente (ARENA)            | Manoel Venâncio Neto (ARENA)       | [ 6 ] |
| Comissão de Justiça e Redação            | Serafim Vicente (ARENA)            | Timóteo Moya Sanches (MDB)         | [ 6 ] |
| Comissão de Finanças e Orçamento         | Emílio Pires Magalhães (ARENA)     | Octávio de Oliveira (ARENA)        | [ 6 ] |
| Comissão de Finanças e Orçamento         | Emílio Pires Magalhães (ARENA)     | Manoel Rodrigues de Oliveira (MDB) | [ 6 ] |
| Comissão de Obras e Serviços Públicos    | -                                  | Waldemar Soares (ARENA)            | [ 6 ] |
| Comissão de Obras e Serviços Públicos    | -                                  | Juvenal Fortanella (MDB)           | [ 6 ] |
| Comissão de Cultura e Assistência Social | Antenor Biolcatti (MDB)            | Octávio de Oliveira (ARENA)        | [ 6 ] |
| Comissão de Cultura e Assistência Social | Antenor Biolcatti (MDB)            | Crolinda Sampaio (MDB)             | [ 6 ] |
| Comissões Permanentes                    | 1976                               | 1976                               | 1976  |
| Comissões Permanentes                    | Presidente                         | Membros                            | Ref.  |
| Comissão de Justiça e Redação            | Octávio de Oliveira (ARENA)        | -                                  | [ 7 ] |
| Comissão de Justiça e Redação            | Octávio de Oliveira (ARENA)        | Timóteo Moya Sanches (MDB)         | [ 7 ] |
| Comissão de Finanças e Orçamento         | Emílio Pires Magalhães (ARENA)     | Waldemar Soares (ARENA)            | [ 7 ] |
| Comissão de Finanças e Orçamento         | Emílio Pires Magalhães (ARENA)     | Antenor Biolcatti (MDB)            | [ 7 ] |
| Comissão de Obras e Serviços Públicos    | Elias Carneiro (ARENA)             | Juvenal Fortanella (MDB)           | [ 7 ] |
| Comissão de Obras e Serviços Públicos    | Elias Carneiro (ARENA)             | Manoel Venâncio Neto (ARENA)       | [ 7 ] |
| Comissão de Cultura e Assistência Social | Crolinda Sampaio (MDB)             | Manoel Rodrigues de Oliveira (MDB) | [ 7 ] |
| Comissão de Cultura e Assistência Social | Crolinda Sampaio (MDB)             | Antonio Sebastião da Silva (ARENA) | [ 7 ] |